# Всеукраинский совет церквей и религиозных организаций
Всеукраинский совет церквей и религиозных организаций (ВСЦиРО) (укр. Всеукраїнська рада церков і релігійних організацій (ВРЦіРО)) — украинское религиозно-общественное объединение. Независимый консультативно-совещательный орган, решения которого носят рекомендательный характер.

## История
Всеукраинский совет церквей и религиозных организаций был учреждён в декабре 1996 года при Государственном комитете Украины по делам религий. В июле 2001 года Папа Римский Иоанн Павел II во время своего визита на Украину встретился с ВСЦиРО. В октябре 2009 года Совет Церквей провела выездное заседание в Иерусалиме, где встретилась с Министром иностранных дел и министром по делам религий Израиля. В октябре 2011 года состоялась встреча руководителей конфессий — членов Совета с послами и представителями посольств ряда иностранных государств, которые несут дипломатическую миссию на Украине, в частности США, Франции, Канады, Израиля, Великобритании, Германии, Польши и Ватикана. В апреле 2012 года делегация ВСЦиРО провела встречи в парламенте Канады и встретилась с премьер-министром Канады, а также провела встречи с должностными лицами, общественными и религиозными деятелями США.

## Цели
Основными целями Всеукраинского совета церквей и религиозных организаций является: координация межконфессионального диалога, объединения усилий Церквей и религиозных организаций по духовному возрождению Украины, координации межцерковного диалога как в Украине, так и за её пределами, участия в разработке проектов нормативных актов по вопросам государственно-конфессиональных отношений, содействие в реализации государственной политики в отношении религии и церкви, осуществления комплексных мероприятий благотворительного характера.
Важное значение в работе Всеукраинского совета церквей уделяется проблемам ментальности украинского народа, духовной деятельности церкви, нравственного воспитания. В состав Всеукраинского совета церквей входят представители религиозных организаций, зарегистрированных в Украине. Действуют постоянные и временные рабочие группы.

## Члены
- Всеукраинский союз церквей евангельских христиан — баптистов (ВСЦ ЕХБ) — Антонюк Валерий Степанович — глава ВСЦ ЕХБ.
- Духовное управление мусульман Украины (ДУМУ) — Ахмед Тамим — глава ДУМУ, муфтий Украины.
- Закарпатская реформатская церковь (ЗРЦ) — Зан-Фабиан Александр Александрович — глава Консистории ЗРЦ, епископ.
- Немецкая евангелически-лютеранская церковь Украины (НЕЛЦУ) — Павел Шварц — епископ НЕЛЦУ.
- Объединение иудейских религиозных организаций Украины (ОИРОУ) — Яков Дов Блайх — президент Объединения, Главный раввин г. Киева и Украины ОИРОУ.
- Православная церковь Украины (ПЦУ) — Епифаний (Думенко) — предстоятель ПЦУ, Митрополит Киевский и всея Украины.
- Римско-католическая церковь в Украине (РКЦ) — Виталий Кривицкий — епископ, ординарий Киевско-Житомирский.
- Украинская греко-католическая церковь (УГКЦ) — Святослав (Шевчук) — верховный архиепископ УГКЦ.
- Украинская евангельская церковь (УЕЦ) — Зайцев Александр Владимирович — старший епископ УЕЦ.
- Украинская церковь христиан веры евангельской (УЦ ХВЕ) — Паночко Михаил Степанович — старший епископ УЦ ХВЕ.
- Украинская епархия Армянской апостольской Церкви (УЕ ВАЦ) — Маркос (Оганесян) — епископ УЕ ВАЦ.
- Украинская лютеранская церковь (УЛЦ) — Вячеслав Горпинчук — епископ УЛЦ.
- Украинская православная церковь (УПЦ) — Онуфрий (Березовский) — предстоятель УПЦ, Блаженнейший митрополит Киевский и всея Украины.
- Церковь адвентистов седьмого дня (ЦАСД) — Носов Станислав Викторович — президент УУК ЦАСД.
- Украинская христианская евангельская церковь (УХЕЦ) — Падун Леонид Николаевич — старший епископ УХЕЦ.
- Украинское библейское общество (УБО) — Комендант Григорий Иванович — президент УБО.